# Gerda Lewis
Gerda Lewis (* 16. November 1992 in Litauen; bürgerlich: Gerda Sadzeviciute) ist eine deutsche Reality-TV-Teilnehmerin und Influencerin.

## Karriere
Gerda Lewis arbeitete vor ihrem Karrierebeginn als Reality-Persönlichkeit in einem Fitnessstudio in Troisdorf. Sie nahm 2018 an der 13. Staffel der Castingshow Germany’s Next Topmodel teil, in der sie den 17. Platz erreichte. Im Anschluss nahm sie an der Ableger-Webserie Let’s Face Reality – Vom Laufsteg ins Leben teil, die sie privat begleitete. Von Juli 2019 bis September 2019 war Lewis Mittelpunkt der sechsten Staffel der Fernsehshow Die Bachelorette. 2019 übernahm sie die Hauptrolle im Musikvideo zur Single The River des deutschen Musikers Davin Herbrüggen. Mit einer 2021 gegründeten Modemarke meldete sie 2023 Insolvenz an.

## Persönliches
Seit Mitte des Jahres 2019 war Lewis mit Keno Rüst liiert, dem Sieger der sechsten Staffel von Die Bachelorette. Im Oktober 2019 gab das Paar seine Trennung bekannt. Von Dezember 2019 bis Juni 2020 hatte sie eine Beziehung mit einem Ringer.

## Fernsehauftritte
- 2018: Germany’s Next Topmodel (Castingshow)
- 2018: Let’s Face Reality – Vom Laufsteg ins Leben (Webserie)
- 2019: Die Bachelorette (Fernsehserie)
- 2023: Bling Bling (Musikvideo zum gleichnamigen Song von twenty4tim)
- 2024: Die Verräter – Vertraue Niemandem! (Spielshow)